# Bisbat de Sioux Falls
El bisbat de Sioux Falls —Diocese of Sioux Falls (anglès), Dioecesis Siouxormensis (llatí)— és una seu de l'Església Catòlica als Estats Units, sufragània de l'arquebisbat de Saint Paul i Minneapolis, que pertany a la regió eclesiàstica VIII (MN, ND, SD). El 2014 tenia 140.000 batejats sobre una població de 567.000 habitants i era regida pel bisbe Paul Joseph Swain.

## Territori
La diòcesi comprèn tots els comtats de Dakota del Sud a l'est del riu Missouri.
La seu episcopal és la ciutat de Sioux Falls, on es troba la catedral de Sant Josep.
El territori s'estén sobre 90.800  km², i està dividit en 133 parròquies, agrupades en 7 vicariats: Aberdeen/Mobridge, Brookings/Madison, Mitchell, Pierre/Huron, Sioux Falls, Watertown i Yankton.

## Història
El vicariat apostòlic de Dakota va ser erigit el 12 d'agost de 1879, prenent el territori de la diòcesi de Saint Paul (avui arquebisbat de Saint Paul i Minneapolis. Originàriament el vicariat comprenia tot el territori de Dakota.
El 1889 el territori de Dakota va ser admès entre els Estats federats, subdividit en Nord i Sud. El mateix any, el 12 de novembre de, la Santa Seu decidí la divisió del vicariat en dues diòcesis, mitjançant la butlla Quae catholico nomini del Papa Lleó XIII. L'antic vicariat va ser convertit en diòcesi amb el nom actual; i paral·lelament cedí la part que comprenia Dakota del Nord per formar la nova diòcesi de Jamestown.
El 4 d'agost de 1902 cedí una porció del seu territori per tal que s'erigí la diòcesi de Lead (avui bisbat de Rapid City).

## Cronologia episcopal
- Martin Marty, O.S.B. † (11 d'agost de 1879 - 21 de gener de 1895 nomenat bisbe de Saint Cloud)
- Thomas O'Gorman † (24 de gener de 1896 - 18 de setembre de 1921 mort)
- Bernard Joseph Mahoney † (24 de maig de 1922 - 20 de març de 1939 mort)
- William Otterwell Brady † (10 de juny de 1939 - 16 de juny de 1956 nomenat arquebisbe coadjutor de Saint Paul)
- Lambert Anthony Hoch † (27 de novembre de 1956 - 13 de juny de 1978 jubilat)
- Paul Vincent Dudley † (6 de novembre de 1978 - 21 de març de 1995 jubilat)
- Robert James Carlson (21 de març de 1995 - 29 de desembre de 2004 nomenat bisbe de Saginaw)
- Paul Joseph Swain, des del 31 d'agost de 2006

## Estadístiques
A finals del 2014, la diòcesi tenia 140.000 batejats sobre una població de 567.000 persones, equivalent al 24,7% del total.
| any  | població | població | població | sacerdots | sacerdots       | sacerdots       | sacerdots             | diaques | religiosos | religiosos | parròquies |
| ---- | -------- | -------- | -------- | --------- | --------------- | --------------- | --------------------- | ------- | ---------- | ---------- | ---------- |
| any  | batejats | total    | %        | total     | clergat secular | clergat regular | batejats per sacerdot | diaques | homes      | dones      |            |
| 1950 | 74.294   | 491.852  | 15,1     | 168       | 128             | 40              | 442                   |         | 4          | 621        | 114        |
| 1966 | 95.000   | 465.200  | 20,4     | 201       | 134             | 67              | 472                   |         | 28         | 879        | 123        |
| 1968 | 100.350  | 475.000  | 21,1     | 199       | 126             | 73              | 504                   |         | 108        | 595        | 113        |
| 1976 | 99.372   | 482.000  | 20,6     | 181       | 117             | 64              | 549                   |         | 91         | 552        | 133        |
| 1980 | 100.245  | 484.000  | 20,7     | 186       | 129             | 57              | 538                   | 2       | 83         | 487        | 174        |
| 1990 | 113.420  | 507.000  | 22,4     | 171       | 123             | 48              | 663                   | 14      | 66         | 405        | 160        |
| 1999 | 122.950  | 503.000  | 24,4     | 160       | 120             | 40              | 768                   | 22      | 12         | 430        | 156        |
| 2000 | 125.079  | 503.000  | 24,9     | 154       | 114             | 40              | 812                   | 22      | 50         | 380        | 151        |
| 2001 | 125.120  | 503.000  | 24,9     | 151       | 113             | 38              | 828                   | 24      | 50         | 405        | 151        |
| 2002 | 125.210  | 539.320  | 23,2     | 151       | 115             | 36              | 829                   | 26      | 47         | 392        | 151        |
| 2003 | 125.282  | 524.153  | 23,9     | 144       | 110             | 34              | 870                   | 27      | 45         | 392        | 152        |
| 2004 | 125.332  | 524.153  | 23,9     | 149       | 111             | 38              | 841                   | 30      | 51         | 363        | 151        |
| 2010 | 135.600  | 550.000  | 24,7     | 144       | 115             | 29              | 941                   | 36      | 37         | 299        | 150        |
| 2014 | 140.000  | 567.000  | 24,7     | 138       | 122             | 16              | 1.014                 | 38      | 16         | 259        | 133        |